# 鹿药
鹿药（学名：Maianthemum japonicum）为天门冬科舞鹤草属的植物。分布在俄罗斯、朝鲜、日本、台湾岛以及中国大陆的安徽、浙江、四川、辽宁、河北、江西、湖南、山东、山西、江苏、河南、贵州、陕西、湖北、甘肃、吉林、黑龙江等地，生长于海拔900米至1,950米的地区，常生于林下荫湿处及岩缝中，目前尚未由人工引种栽培。

## 外部連結
- 鹿藥 Luyao（页面存档备份，存于） 藥用植物圖像資料庫（香港浸會大學中醫藥學院）（繁體中文）（英文）